# عیاران و طراران
عیاران و طراران فیلمی به کارگردانی سعید نادری و نویسندگی سعید نادری و حسین میثمی محصول سال ۱۳۶۴ است.
این فیلم از تولیدات شبکه ۱ سیماست
و از شبکهٔ ۱ تلویزیون هم پخش شده‌است.

## خلاصه داستان
میر ویس کلاه‌برداری است که گاه در لباس بازرگانان و گاه در جامه طراران مردم را می‌فریبد و از آنان پول می‌گیرد. عیاری، به نام نادر که مدام در پی میر ویس است داروغه شهر را از اعمال او باخبر می‌سازد. داروغه حرف‌های نادر را نمی‌پذیرد و نادر تنها چاره را در آن می‌بیند که کیسه پول میر ویس را برباید و میان صاحبان اصلی آن تقسیم کند.

## بازیگران
- مصطفی طاری
- فرهاد محبت
- حسن بلور
- عرش پورزارعی
- ناهید ظفر
- محمود فاطمی
- عباس شهشهانی
- محمود مشروطه
- علی شوقیان
- قاسم پاکرو
- غلامرضا امیری
- زهره امیری
- انوش نوروزی
- علی آقاجانی
- حسین زارع
- داود حیدری
- مصطفی بنی‌هاشمی
- پرویز سلیمانی
- نصرالله سهرابی
- مهدی نوربخش
- کمال موسوی
- رستم غلامی
- حسین نوروزی
- امیر نوروزی
- عباس سمیعی
- امیر احمدپور
- صفر عبدلی
- هوشنگ مجداولی
- محمود مقدم
- حسین معلومی